# 高平陵 (後趙)
高平陵，是中国五胡十六国后赵明帝石勒的陵墓。
石勒在333年死后，采取“虚葬”，灵柩被葬在某个山谷中，按皇帝规格备珍宝虚葬在今邢台市百泉村，号高平陵。之前，石勒葬母时也采取了虚葬的方式。根据地方志，高平陵还有山西榆社、山西武乡、山西陵川崇安寺、山东茌平等地的说法。